# Momordica cochinchinensis
Momordica cochinchinensis är en gurkväxtart som först beskrevs av João de Loureiro, och fick sitt nu gällande namn av Spreng.. Momordica cochinchinensis ingår i släktet Momordica och familjen gurkväxter. Inga underarter finns listade i Catalogue of Life.

## Bildgalleri

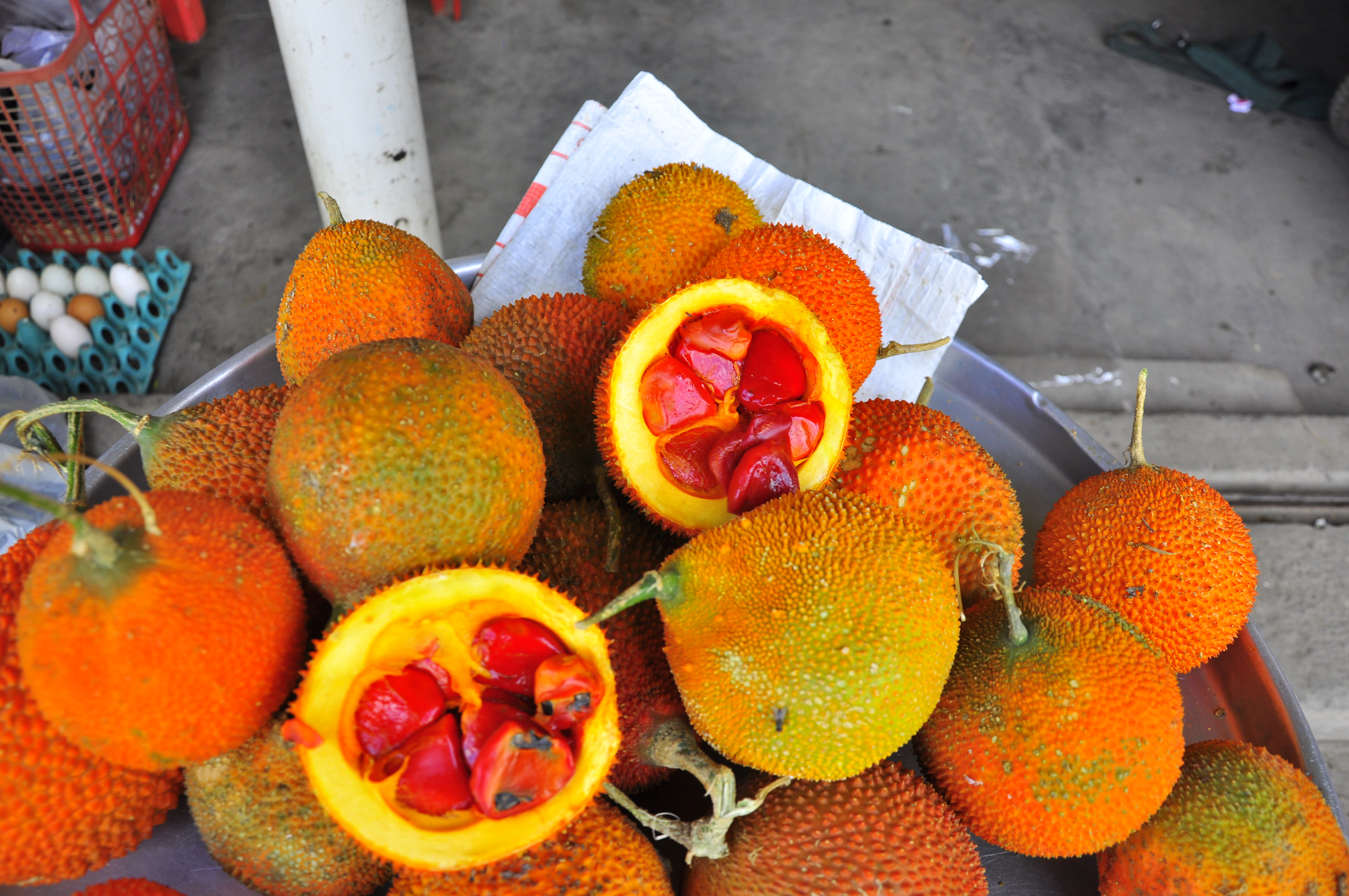
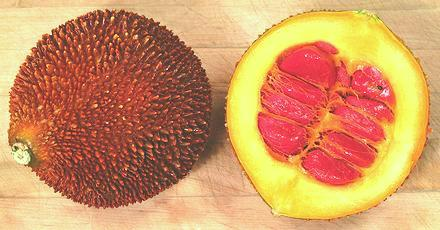
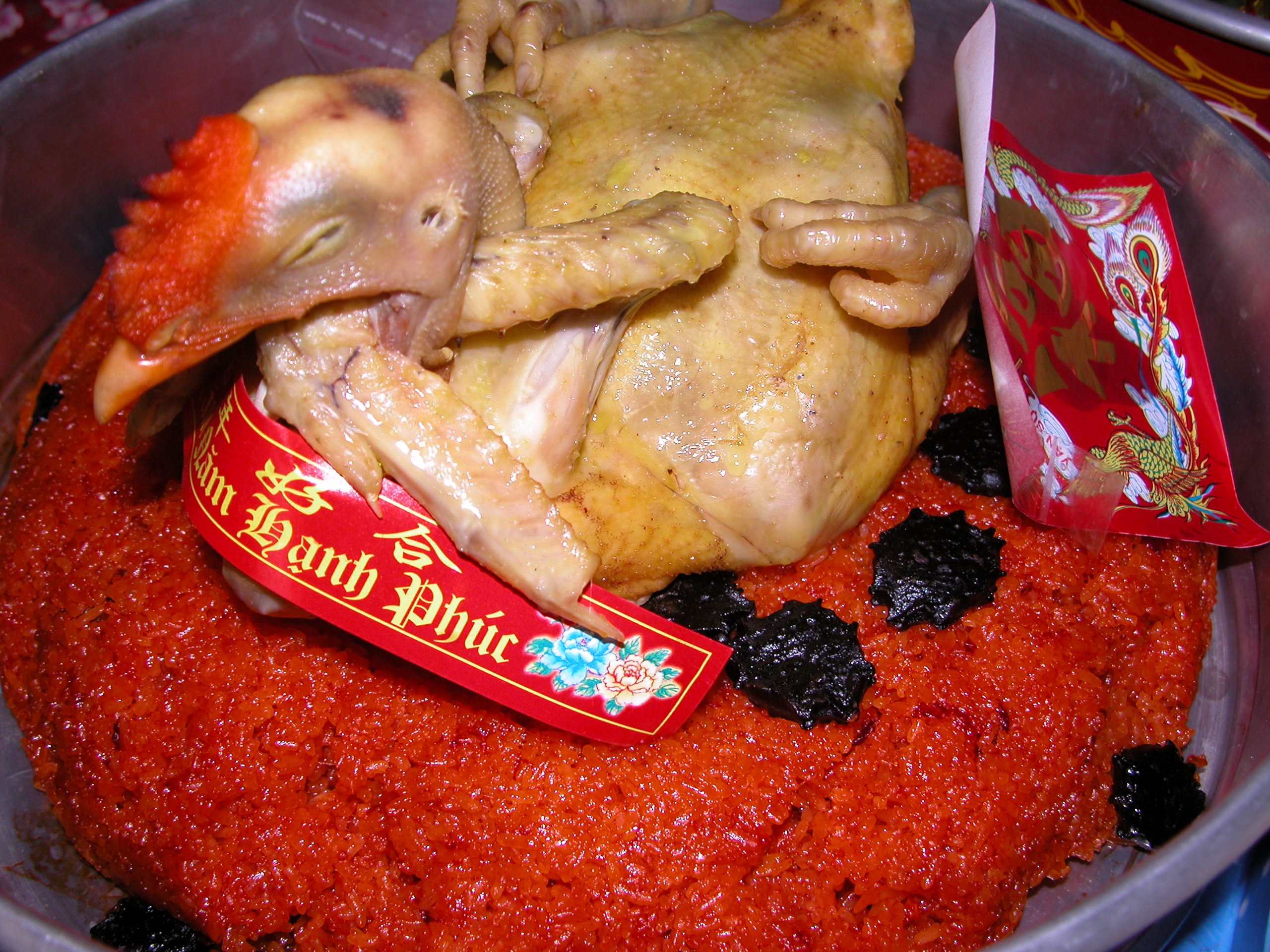
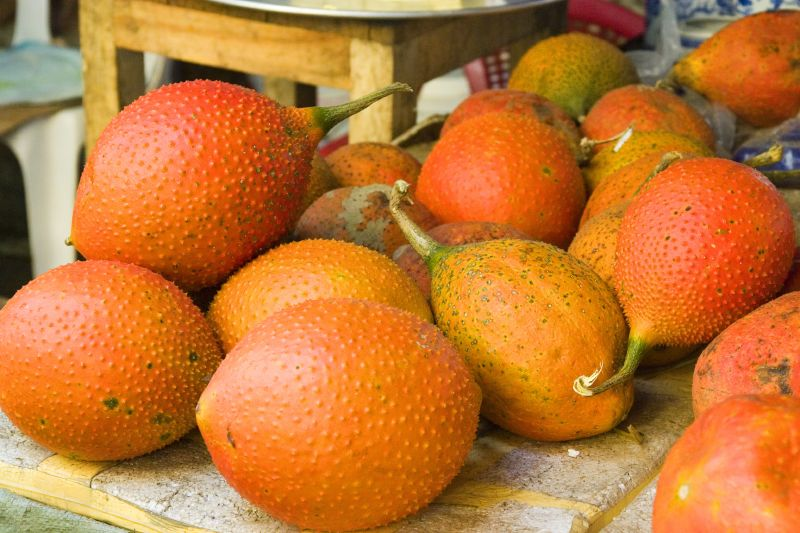